# Lakónie
Lakónie (řecky Λακωνία) je historický region a regionální jednotka v Řecku na poloostrově Peloponés. Spadá pod kraj Peloponés. Hlavním městem je Sparta. Žije zde okolo 100 000 lidí, mnoho dalších obyvatel původem z Lakónie žije v Aténách.

## Dějiny

### Starověk
Území Lakónie je kontinuálně osídleno již od šestého tisíciletí př. n. l. První obyvatelé byli Lelegové a Pelasgové, ale v mykénské době se zde usadily řecké kmeny Achájů a pravděpodobně i Iónů. Nejvýznamnějším městem mykénské Lakónie byla Sparta a Amyklai. Ze Sparty se stalo důležité centrum mykénské řecké kultury a podle mytologie odsud pocházel legendární král Meneláos.
Kolem roku 1100 př. n. l., tedy po pádu mykénské kultury, se zde usídlili dórští Řekové, kteří si podrobili achajské obyvatelstvo a založili slavný městský stát Sparta. Ve 2. století př. n. l. Lakónii ovládli Římané. Během římské doby nastává christianizace obyvatel. Ve 4. století kraj vyplenili Gótové, později Hunové. Od roku 395 patří Lakónie do Východořímské (Byzantské) říše.

### Středověk

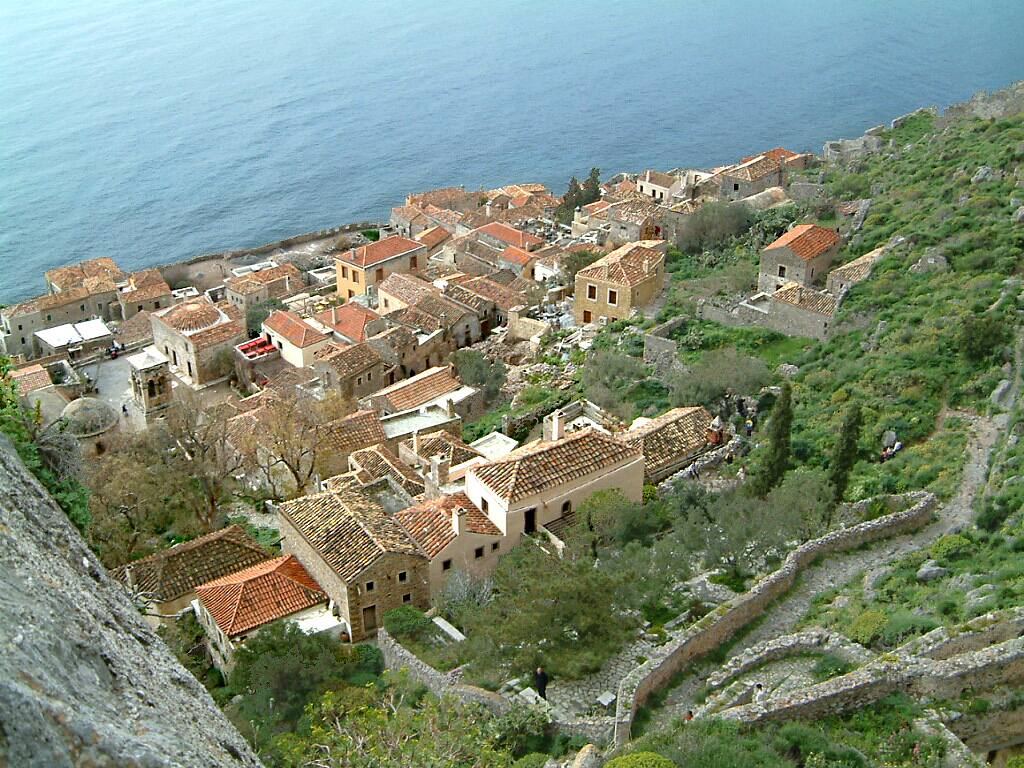
Monemvasia

Až do 6. století Sparta prosperovala, pak však na Peloponés vtrhli Slované, kteří se v Lakónii usadili v horských oblastech Taugetu a Parnónu a odtud ovládli Řeky. Mnoho Řeků v této době Lakónii opustilo. Někteří odešli na Sicílii, jiní na východ Peloponésu, další založili na jihu Lakónie město Monemvasia a jiní na poloostrov Mani, tedy na jih Lakónie a i proto byla až do 19. století hustě osídlená nejvíce pobřežní oblast Lakónie. Slované byli definitivně zničeni až v 9. století. Mnozí byli z Lakónie odvedeni byzantskou armádou. Byzantská vláda pak obnovila Spartu, která se nazývala Lakedemonia a do Lakónie umístila řecké obyvatelstvo, převážně z jižní Itálie a Sicílie. Malé slovanské etnikum se uchýlili vysoko do hor Taugetu a Parnónu. Ve 13. století Peloponés ovládli Latinové. Ti se zde snažili zavést feudální režim a mnoho Řeků s tím nesouhlasilo, proto velké množství obyvatel Lakónie přesídlilo do nepřístupných hor Parnónu a Taugetu. Zde narazili na slovanské osídlení, které do té doby žilo izolovaně a protože Slovanů bylo méně, s Řeky se pomíchali a zanikli. Naopak Latinové násilím odvedli některé Slovany z hor a usadili je do řeckých vesnic, aby posílili poddanských populaci. Slované se pomíchali a splynuli i zde. Malé území východní Lakónie s městem Geraki osídlili Arvanité, kteří zde žijí dodnes. Bylo zde založeno i město Mystra, kde se usídlili obyvatelé Sparty.

### Turecká nadvláda

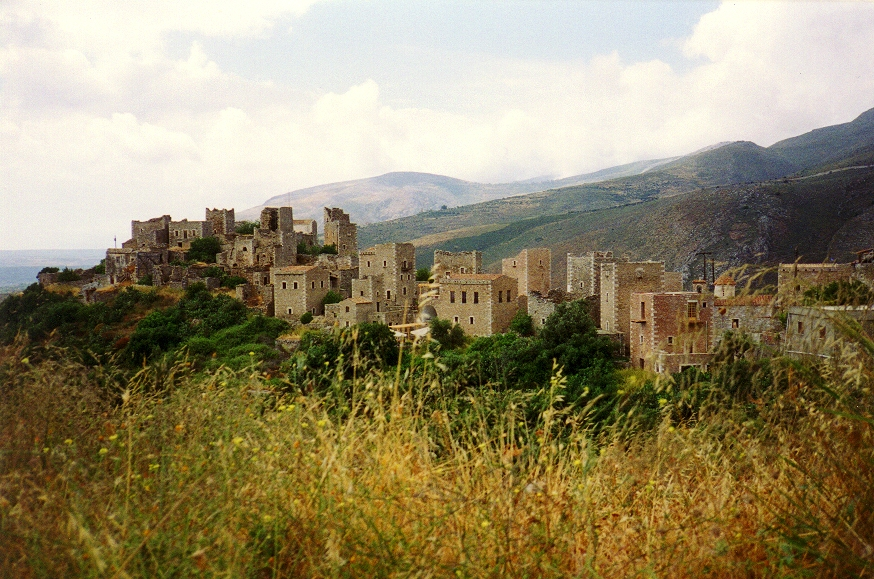
Vathia, typická vesnice v Mani, věžovité domy sloužily jako pevnosti v případě krevní msty mezi rodinami

Turci ovládli Lakónii v 15. století, ale některá horská území se jim nepodařilo dobýt, místní Řekové stále odolávali útokům. Především to byli bojovní Řekové z poloostrova Mani, kteří neustále s Turky bojovali a Turci toto území nikdy zcela neovládli. Území bylo na krátkou dobu ovládnuto Benátkami, ale ty opět vyhnali Turci. Lakónie byla dějištěm Řecké osvobozenecké v 19. století. Z Mani pocházel jeden z nejznámějších revolucionářů, Petros Mauromichalis.

## Kultura
Kultura obyvatel Lakónie, podobně jako i ostatních Řeků, je velmi bohatá. Můžeme zde obdivovat trosky starověké Sparty, ale i nádherné kamenné opuštěné město Mystra, chráněné UNESCO, s množství kostelů. Pod vysokými pohořími se nacházejí roviny, na kterých se pěstují obzvlášť kvalitní olivy, pomeranče a vinná réva.
Obyvatelé mají bohatý folklór v typickém peloponéském stylu, tedy rychlé písně hrané na klarinet a tance jako syrtos a tsamiko. Turisty vyhledávané je také přímořské město Monemvasia. Zvláštní část obyvatelstva tvoří Řekové z poloostrova Mani. Je to velmi horkokrevný a bojovný kmen, který vzdoroval turecké okupaci. Ctí rodinné tradice a v minulosti byli známí i tradiční krevní mstou, kdy mezi sebou bojovaly nejsilnější místní rody. Manioti jsou přímými potomky starověkých Sparťanů, kteří se sem v 6. století stáhli před slovanskou okupací. Koncem 19. století byla mnohá toponyma změněna na své původní, starověké názvy. Vesnice Sklavochorio (Otrocká vesnice) byla přejmenována na původní Amykles, kde stále můžeme vidět zříceniny tohoto starověkého města. Město Levetsova dostalo původní jméno Krokees.